# Harald Rodlauer
Harald Rodlauer (* 11. April 1966 in Leoben) ist ein ehemaliger österreichischer Skispringer und seit 2024 Cheftrainer der italienischen Frauenskisprungnationalmannschaft.

## Werdegang
Rodlauer gab am 4. Jänner 1984 sein Debüt im Skisprung-Weltcup. In Innsbruck erreichte er Platz 94. Auch in den weiteren Springen in Österreich bis 1986 im Rahmen der Vierschanzentournee blieb Rodlauer erfolglos. Am 30. Dezember 1986 startete er erstmals außerhalb Österreichs beim Auftaktspringen zur Vierschanzentournee 1986/87 in Oberstdorf. Dabei gewann er mit Platz 9 erstmals Weltcup-Punkte und erreichte zudem zum einzigen Mal eine Platzierung unter den besten zehn. Da er aber in den weiteren Springen in Garmisch-Partenkirchen, Innsbruck und Bischofshofen erfolglos blieb, konnte er sich nicht in der Tournee-Gesamtwertung platzieren. Die Weltcup-Saison 1986/87 beendete er auf dem 57. Platz in der Gesamtwertung. In den folgenden fünf Jahren sprang er erneut nur bei Springen in Österreich. Eine vordere Platzierung erreichte er dabei jedoch zu keiner Zeit. Seine beste Platzierung war ein 31. Platz beim Skifliegen am Kulm am 23. Februar 1991. Seinen letzten Weltcup sprang er am 6. Jänner 1992. Nachdem er noch einige Springen im neu geschaffenen Skisprung-Continental-Cup bestritten hatte, beendete er nach der Saison 1991/92 seine aktive Skisprungkarriere.
Nach der aktiven Laufbahn trainierte Rodlauer, der hauptberuflich Polizist ist und teilkarenziert ist, den ÖSV-C-Kader der Nordischen Kombinierer und arbeitete im ÖSV. Ab 2009 war er Cheftrainer der italienischen nordischen Kombinierer.
Nachdem er das Traineramt bei den Italienern ablegte, wechselte er zurück in den ÖSV. Bis 2014 war er Cheftrainer der Damen-Nationalmannschaft.
Rodlauer war bis März 2023 Cheftrainer der österreichischen Skispringerinnen. Aufgrund einer COVID-19-Infektion konnte er nicht an den Olympischen Spielen 2022 teilnehmen und wurde dort von Thomas Diethart vertreten.
Am 31. Mai 2023 wurde die Verpflichtung Rodlauers als Cheftrainer der polnischen Frauenskisprungnationalmannschaft, die er zusammen mit seinem Co-Trainer Stefan Hula betreut, bekanntgegeben. Im Jahr 2024 wurde der Cheftrainer der italienischen Damenmannschaft.
Rodlauer war zudem in seinem Heimatort Traboch im Gemeinderat aktiv und ist Mitglied der Trabocher Volkspartei, die zur Steirischen Volkspartei gehört. Im Sommer 2020 wurde ihm von seiner Heimatgemeinde für seine sportlichen Leistungen und die Leistungen, die er als Skisprungtrainer erbringt, der Wappenring verliehen. Rodlauer trat zudem auf Amateurebene als Fußballspieler in Erscheinung und spielte im Laufe seiner Karriere unter anderem für den WSV Eisenerz, den SV Traboch, den BBSV Vordernberg, sowie den ESV St. Michael. Seine letzten nachweisebaren Einsätze hatte er in der Saison 2005/06 für die damals in der Gebietsliga Mur spielende Mannschaft des SV Traboch. Bei seinem Heimatverein aus Traboch fungierte er zudem einige Zeit als Sektionsleiter. Sein Sohn Robin (* 1988) trat – damals noch unter dem Namen Nadine – bis 2018 als Fußballspielerin in Erscheinung und hatte unter anderem Einsätze in der höchsten Frauenfußballliga des Landes.